# Більдштайн
Більдштайн (нім. Bildstein) — містечко та громада  округу Брегенц в землі Форарльберг, Австрія.
Більдштайн лежить на висоті  659 над рівнем моря і займає площу  9,14 км². Громада налічує 704 мешканців. 
Густота населення 77/км².  
Громада лежить в районі, який носить назву Брегенцький ліс. Неподалік розкинулося Боденське озеро. Населення Форальбергу розмовляє алеманським діалектом німецької мови, а тому ближче до швейцарців, ніж до населення більшої частини Австрії, яке розмовляє баварсько-австрійським діалектом. 
|                                     |
| Більдштайн на мапі округу та землі. |

```
Адреса управління громади: Dorf 83, 6858 Bildstein.
```

## Демографія
Історична динаміка населення міста за даними сайту Statistik Austria